# Jules Grandjean
Jules Grandjean (ur. w 1898, zm. ?)) – szwajcarski zapaśnik walczący w stylu klasycznym. Olimpijczyk z Paryża 1924, gdzie zajął dwudzieste miejsce w wadze średniej.

## Letnie Igrzyska Olimpijskie 1924
| Konkurencja          | Rundy eliminacyjne  | Rundy eliminacyjne     | Klas. końcowa |
| Konkurencja          | Przeciwnik I        | Przeciwnik II          | Miejsce       |
| -------------------- | ------------------- | ---------------------- | ------------- |
| 75 kg styl klasyczny | Émile Clody (FRA) P | Oldřich Pštros (TCH) P | 20.           |